# Bahram ibn Xahriyar
Bahram ibn Shahriyar fou un ispahbad bawàndida del Tabaristan.
Karin III ibn Shahriyar Nadjm al-Dawla va morir sobtadament el 1116 però va tenir temps d'assegurar la successió al seu fill Rustam IV ibn Karin a favor del qual havia fet fer el jurament a la noblesa i als caps. Assabentat de la mort del seu germà, Ali ibn Shahriyar Ala al-Dawla, que era a la cort del sultà Sandjar, va demanar permís a aquest per anar a reclamar la successió. El sultà Muhammad ibn Malik Shah va cridar als dos pretendents a la seva cort a Esfahan per decidir sobre els drets de cadascun. Rustam no hi volia anar però finalment va acceptar i llavors va caure malalt i va morir (1118) segons els rumors enverinat per la seva madrastra, germana del sultà, que es volia casar amb Ali Ala al-Dawla i conservar la seva posició de reina. El sultà però volia dominar directement les terres i fortaleses i va empresonar a Ali i al seu germà petit Yazdegerd.
Davant del buit de poder a Tabaristan es van disputar el tron Bahram ibn Shariyar (V), que era germà d'Ali, i Faramurz ibn Rustam (IV), nebot d'Ali. A la mort poc després del sultà Muhammad (1117) el seu fill Mahmud ibn Muhammad va fer alliberar a Ali, li va donar a la seva tia en matrimoni tal com aquesta volia, i el va deixar retornar a Tabaristan. Faramurz es va sotmetre a la seva autoritat, però Bahram va resistir amb les armes fins que fou derrotat; llavors es va retirar a la cort del sultà Mahmud que inicialment semblava inclinat a donar-li suport però aviat li va retirar. Bahram llavors va intentar sense èxit contractar l'assassinat d'Ali amb els ismaïlites.
El 1119 Sandjar va envair el Jibal i va obligar el sultà Mahmud a entregar-li el Tabaristan i altres parts de l'Iran occidental. Bahram llavors es va unir a Sandjar. Ali Ala al-Dawla havia estat cridat ja abans per Sandjar i no s'havia presentat i ara Sandjar el va cridar altre cop, i Ali igualment va refusar d'anar-hi i hi va enviar al seu hereu Shah Ghazi Rustam. Sandjar es va mostrar molest per aquest fet. Va cridar altre cop a Ali que va respondre que prèviament li envies a Bahram. Llavors Sandjar va donar el regne de Tabaristan (o Mazanderan) a Bahram i li va concedir un exèrcit per ocupar el poder.
Ali Ala al-Dawla va perdre immediatament el suport de molts dels seus col·laboradors, però amb els que es van conservar fidels va poder aturar a Bahram al que va expulsar de Gurgan; Bahram es va retirar a Nishapur amb l'emir Unir (Öner); Aquest darrer fou assassinat pels ismaïlites el 1121 i llavors Bahram es va retirar amb el seljúcida Masud ibn Muhammad, que ara era el senyor de Gurgan, i li va prometre la conquesta de Tabaristan al seu servei.
Llavors Ali Ala al-Dawla va arreglar la mort de Bahram que es va produir a Gorgan el 1121/1122.